# 阿拜·庫南拜吾勒

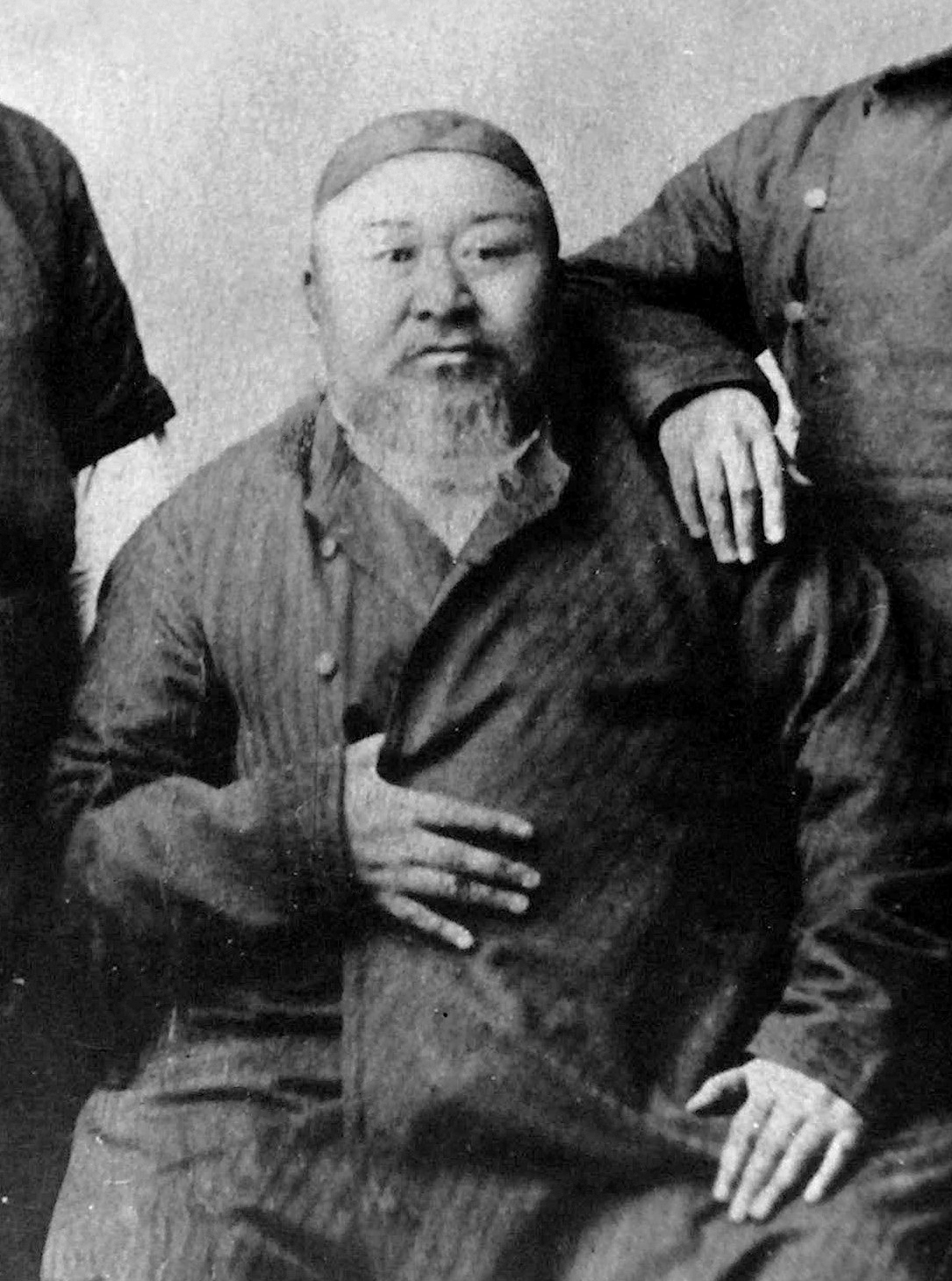

阿拜·伊布拉希姆·库南拜吾勒（1845年8月10日—1904年7月6日），俄文名阿拜·库南巴耶夫（俄语：Абай Кунанбаев），生于哈萨克斯坦谢米州青格斯山区卡斯卡布拉克山乡。哈萨克斯坦诗人、作家、思想家和哲学家，他被誉为哈萨克诗圣。
阿拜没有留下书面文字的著作，其作品以口头形式在民间流传，后人的研究也只能凭借这些口头文学作品。在苏联时期，阿拜被逐渐推举到极高的位置，《阿拜箴言录》在苏联时期阿拜被明确认定为“思想家，哲学家”，作品被广泛宣传，地位远远超越其他有真正论著的哈萨克学者。直至今日，哈萨克斯坦学术界仍然支持这样的观点。
尽管褒贬不一，阿拜诗歌优美，对贫苦人民深切同情，被人民爱戴。

## 相关中文书籍
- 《阿拜箴言录》（1994年），译者粟周熊
- 《阿拜—哈萨克草原上的北极星》，作者郑振东
- 《阿拜之路》（中文全译本由民族出版社出版）是穆合塔尔·阿乌埃佐夫（1897年－1961年）根据哈萨克诗圣阿拜的一生创作的历史小说，长达140万字；其作为世界文学名著，被誉为哈萨克民族的百科全书、哈萨克民族的红楼梦，已被译成116种文字在世界各地出版。第一部上卷于1942年出版，下卷于1947年出版并获前苏联国家最高文学奖；1952年第二部上卷出版，1956年下卷出版。全书于1959年获列宁文学奖。